# Educación incaica

Una imagen del Machu Picchu es relevante en la educación incaica porque representa un icónico ejemplo de la arquitectura y la ingeniería avanzada de los incas. Esta imagen puede utilizarse para enseñar a las generaciones futuras sobre la planificación urbana, la construcción de terrazas agrícolas y la importancia de la astronomía en la cultura inca. Además, el Machu Picchu es un símbolo de la grandeza cultural y el misterio que rodea a la civilización inca, lo que puede inspirar un mayor interés en su historia y legado.

La educación inca durante la época del Imperio inca se dividió en dos esferas principales: educación para las clases altas y educación para la población en general. Las clases reales y unos pocos individuos elegidos especialmente de las provincias del Imperio fueron educados formalmente por los Amawtakuna (filósofos eruditos), mientras que la población en general recibió conocimientos y habilidades de sus antepasados inmediatos. Dado que los incas no tenían un idioma escrito, sino que tenían Quipus para registrar, es difícil determinar el tipo de sistema educativo que tenían los incas. 
Los amawtakuna en Perú constituían una clase especial de sabios similares a los bardos de Gran Bretaña . Incluyeron filósofos, poetas y sacerdotes ilustres que mantuvieron viva la historia de los incas impartiendo el conocimiento de su propia cultura, historia y tradiciones en todo el reino. Considerados los hombres más educados y respetados del Imperio, a los amawtakuna se les encomendó en gran medida educar a los de sangre real, así como a otros jóvenes miembros de culturas conquistadas especialmente elegidas para administrar las regiones. Por lo tanto, la educación en todos los territorios de los incas era socialmente discriminatoria, excluyendo el rango de la educación formal que recibía la realeza. Los amawtakuna se aseguraron de que la población en general aprendiera quechua como la lengua del Imperio, de la misma manera que los romanos promovieron el latín en toda Europa.

## Educación de la nobleza inca
Según Fray Martín de Murúa, cronista de la época, la educación de los jóvenes novatos (yachakuq runa, en quechua) recibida de los Amawtakuna comenzó a los 13 años en las casas del conocimiento (Yachaywasi en quechua) en Cuzco. Los Amawtakuna utilizaron su erudición para enseñar a los jóvenes novatos del imperio sobre la religión, la historia y el gobierno inca, y las normas morales. También aseguraron una comprensión profunda del quipu, el sistema lógico-numérico único de los incas que utilizaba cadenas anudadas para mantener registros precisos de tropas, suministros, datos de población e inventarios agrícolas. Además, los jóvenes recibieron capacitación cuidadosa en educación física y técnicas militares. 
La mayoría de los jóvenes incas terminaron su educación alrededor de los 19 años. Después de pasar sus exámenes, los jóvenes recibirían su wara (un tipo especial de ropa interior) como prueba de su madurez y virilidad. Su educación concluyó con una ceremonia especial, a la que asistieron los incas y Amawtakuna más antiguos e ilustres del Imperio, en la que los nuevos nobles jóvenes, como futuros gobernantes, demostraron su destreza física y habilidades guerreras y demostraron su masculinidad. Los candidatos también fueron presentados al soberano inca, quien se perforó las orejas con grandes colgantes y felicitó a los jóvenes aspirantes por la competencia que habían demostrado, recordándoles las responsabilidades asociadas a su puesto (y el nacimiento, en el caso de los miembros de la realeza.) y llamándolos los nuevos "Niños del Sol". 
Algunos historiadores y autores han señalado las escuelas femeninas (Acllahuasi, en quechua) para princesas incas y otras mujeres. Se cree que la educación impartida en el Acllahuasi en Cusco fue muy diferente de la que se impartió en los otros Acllahuasis en las provincias del imperio. Las mujeres aprendieron la tradición inca y el arte de la feminidad, así como las habilidades relacionadas con el gobierno, pero en una escala limitada en comparación con los hombres. Otras habilidades incluyen hilado, tejido y elaboración de chicha. Cuando llegaron los cronistas y conquistadores españoles, vieron estas instituciones como la versión inca del convento de monjas europeo. Al igual que los hombres, las mujeres fueron llevadas al Acllahuasis desde pueblos lejanos en todo el imperio después de ser elegidas específicamente por agentes incas. Después de terminar su entrenamiento, algunas mujeres se quedarían para entrenar a las niñas recién llegadas, mientras que las mujeres de menor rango podrían ser elegidas para ser esposas secundarias del Sapa Inca, si así lo deseaba, o ser enviadas como recompensas a otros hombres que habían hecho algo en favor el soberano.

## Educación sexual
La población general sí tuvo acceso a la noble educación de la gente de élite debido a los derechos que se les otorgaron, pero muchos no asistieron a la educación formal. Estos niños obtuvieron su educación de las personas mayores en sus familias. La educación se centró principalmente en la cultura y los aspectos artísticos de la vida inca. Aunque la educación era vista como un derecho para todas las personas, la educación pública no era formal y muchos de los niños no asistían.

## La educación después de la colonización
Después de la llegada de los europeos, había dos tipos de educación inca en el imperio. Mientras los europeos entraban en contacto con los nativos, se produjeron relaciones interraciales entre mujeres nobles incas y hombres conquistadores. Los niños interraciales tuvieron una combinación de dos crianzas; uno de educación formal europea y otro de educación cultural del lado inca de la familia. Una de las personas más notables que tuvo este tipo de educación fue Garcilaso, hijo de una mujer noble inca y padre europeo. Su educación se basó en la educación formal europea y la tutoría de sus parientes incas. Esto le dio una comprensión de cómo los europeos trataban al Inca. 
Otro tipo de educación dentro del Imperio Incaico era la enseñanza de la cultura Inca a los europeos. Cuando llegaron los europeos, se sorprendieron al no ver un lenguaje escrito, sino el uso del quipu. Hubo muchos casos de conquistadores que entraron al Imperio Inca y aprendieron a usar el quipu. Un ejemplo es Guama Poma creando un libro sobre  los quipus y presentándolo al rey de España Felipe II.